# Александровац (Сербия)
Алекса́ндровац (серб. Александровац) — населённый пункт городского типа в Сербии, в Расинском округе, центр общины Александровац.

## Население

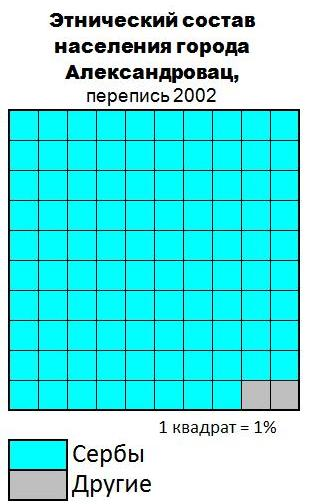
Этнический состав населения города Александровац (2002)

Численность населения 6 476 чел. (перепись 2002).
Этнический состав населения города отличается однородностью — 98 % его населения составляют сербы.
Численность совершеннолетних в городе — 5 093 чел, средний возраст населения — 37 лет (мужчины — 36,5, женщины — 37,4). В городе имеется 2 111 домохозяйств, среднее число членов в которых — 3,07.

## Интересные факты
В городе каждый год проходит традиционный праздник «Жупский урожай» (серб. Жупска берба), посвящённый началу сбора урожая винограда, по которому Александровац и Александровацкая жупа широко известны.
После Первой мировой войны Драголюб Маркович открыл здесь первый в Сербии виньячный завод .